# Otto Nowak (Maler)

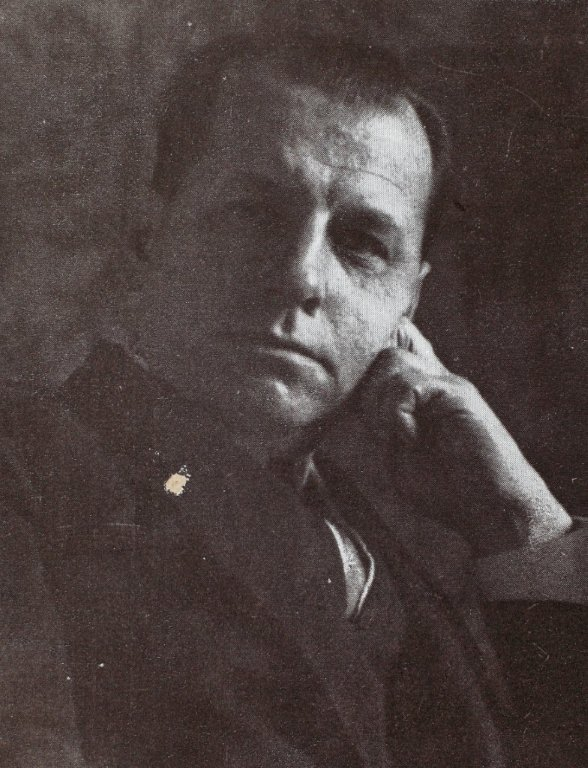
Otto Nowak, ca. 1920

Otto Robert Nowak (* 12. November 1874 in Wien; † 27. März 1945 in Senftenberg bei Krems) war ein österreichischer Historien-, Genre- und Porträtmaler.

## Leben
Nowak absolvierte die Allgemeine Zeichenschule, war 1891 Gastschüler an Wiener Akademie und ab 1893 ordentlicher Schüler der Allgemeinen Malerschule unter Julius Berger. Er lernte auch an der Meisterschule für Historienmalerei unter Siegmund L’Allemand und Franz Rumpler. Ab 1899 war er als Maler selbständig, erteilte auch Malunterricht.

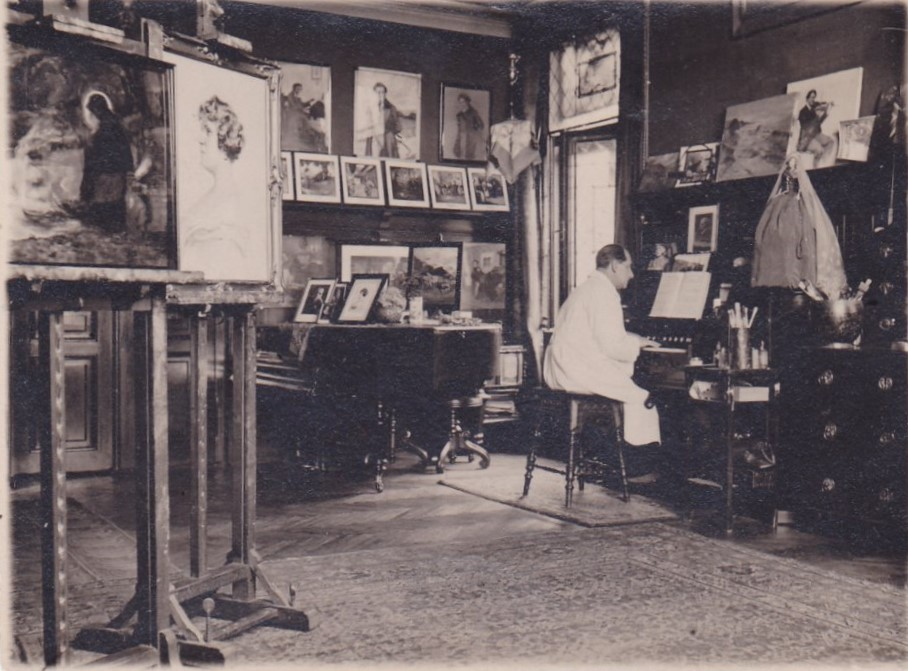
Otto Nowaks Atelier

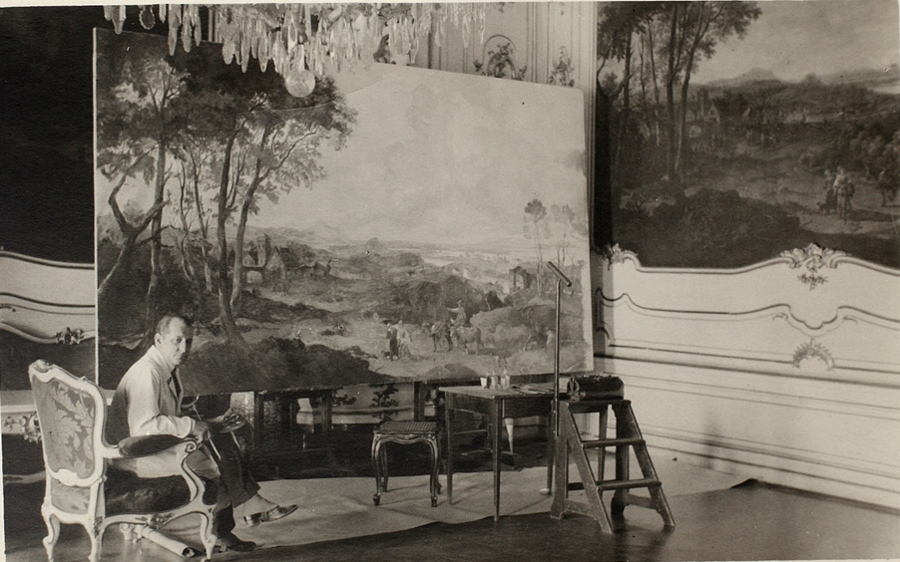
Otto Nowak Restaurierungsarbeiten Schönbrunn

Er war befreundet mit dem österreichischen Architekten Max Hegele. Hegele hatte in Weidlingau bei Wien ein Haus, in dem Otto Nowak, mit seiner Frau Hedi Nowak-Reimer, viele Sommer verbrachte. Beide Künstler waren Mitglieder des Wiener Künstlerhauses.
Fotos aus dem Leben Nowaks zeigen ihn bei der Hochzeit und in den letzten Kriegstagen in Senftenberg.

## Werk
Neben Zeichnungen, Gouachen und Aquarellen schuf Nowak Porträts und Historienbilder in Öl, Landschaftsgemälde, religiöse Kunst und kleinformatige Genrebilder, in  denen er ein biedermeierliches Wien des 19. Jahrhunderts darstellt. Eins seiner bevorzugten Motive war das Leben Franz Schuberts, von dem er Porträts zeichnete, Illustrationen zu seinem Leben in Wien und Umgebung und seine Musik betreffend. Otto Nowaks Werke sind zugänglich im Wien Museum.

## Werke (Auswahl)
- Karlskirche in Wien. 1936, 24 × 17 cm, Gouache auf Papier,
- Schubertiade. 1918
- Gipfelsieg in Südtirol. 1926, 46 × 34 cm, Öl auf Karton
- Wie einst im Mai. 17 × 21 cm, Zeichnung
- Kaiser Franz Joseph im Stephansdom. 32 × 44 cm, Öl auf Leinwand
- Jesus lehrend. 22 × 27 cm, Aquarell
- Schwägerin Sophie und Willi vor dem Traualtar. 36 × 47 cm, Gouache

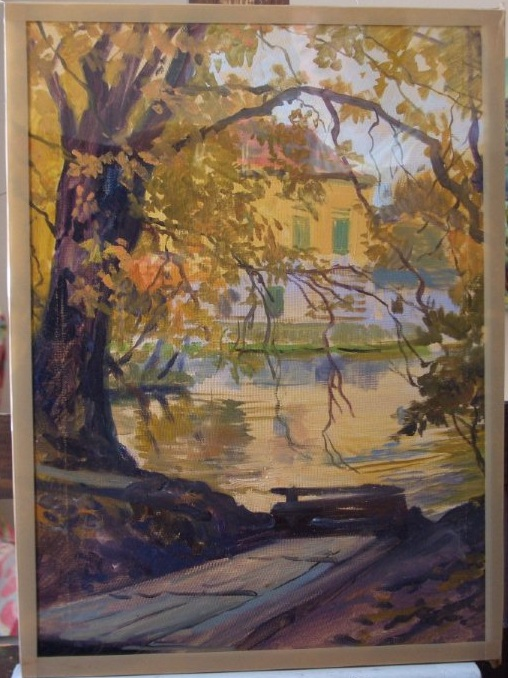
Herbststimmung auf Schloss Laudon, unweit von Weidlingau, Gouache, 32 × 43 cm
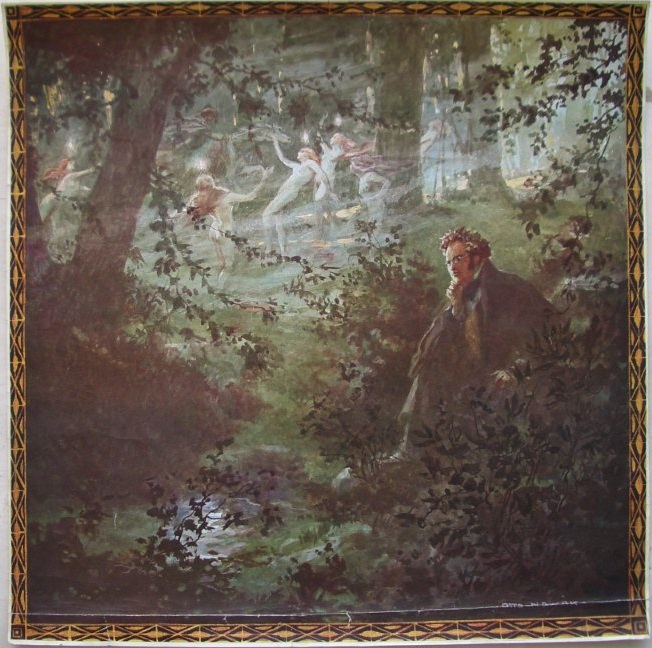
Vision Erlkönig, Druck, 26 × 26 cm
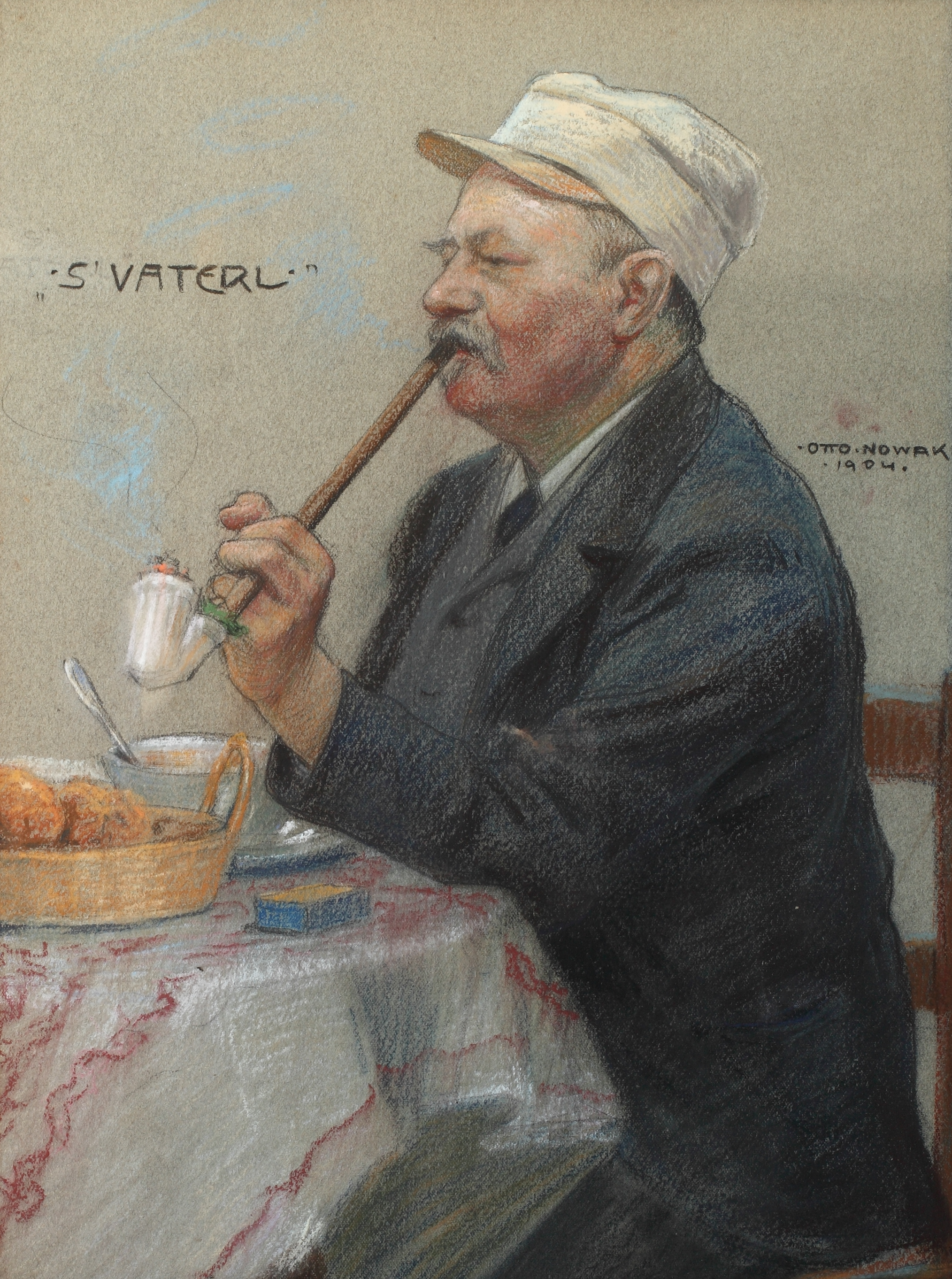
„S'Vaterl“, Johann Reimer,  Otto Nowak's Schwiegervater, 1904, Crayon, 25 × 33 cm
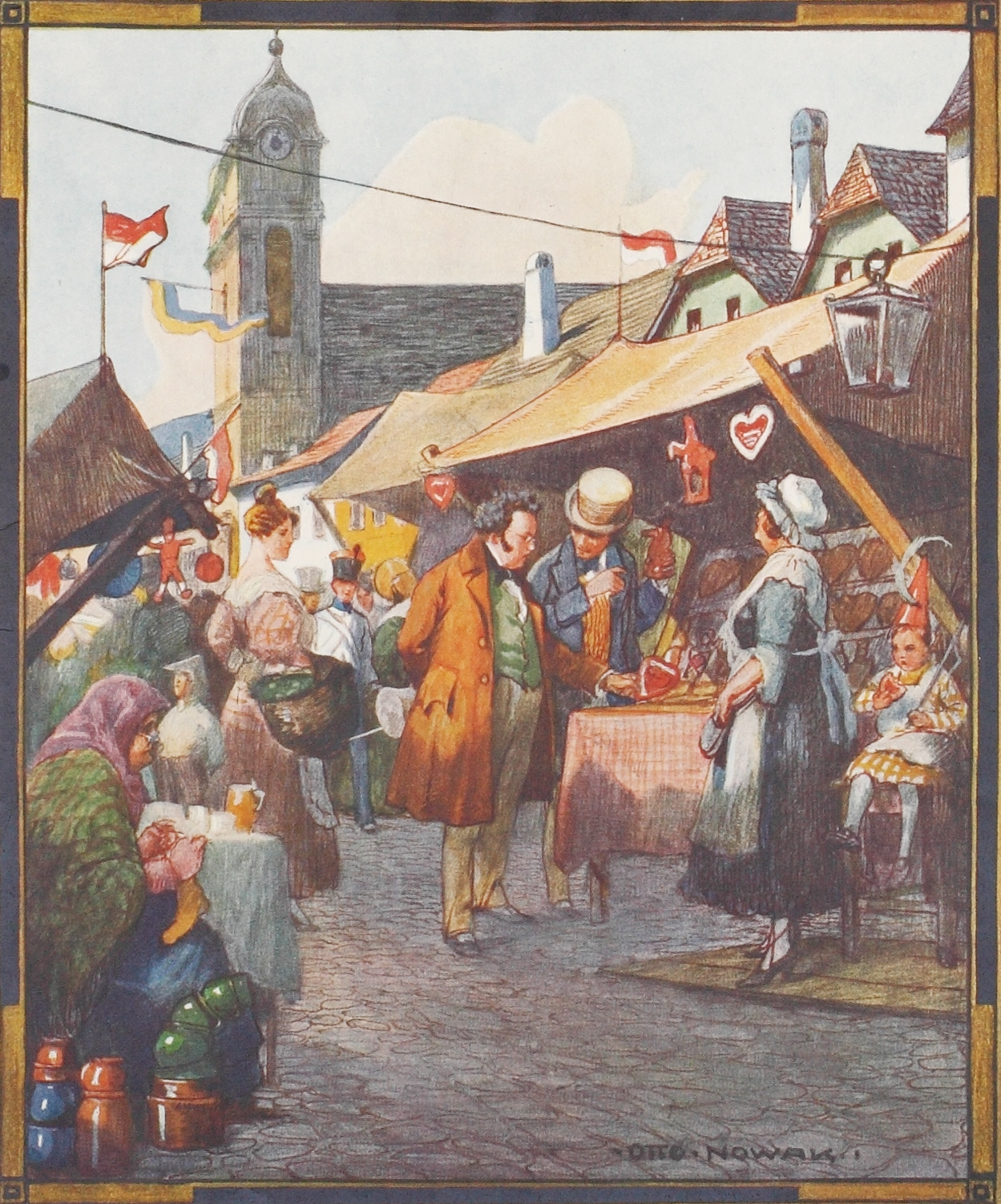
Schubert am Liechtentaler Kirtag, Sophien-Säle, 1928, Druck, 17,5 × 21 cm
Ausschnitt von Franz Schubert in Lichtental, 1928, Druck, 66,5 × 83,5 cm
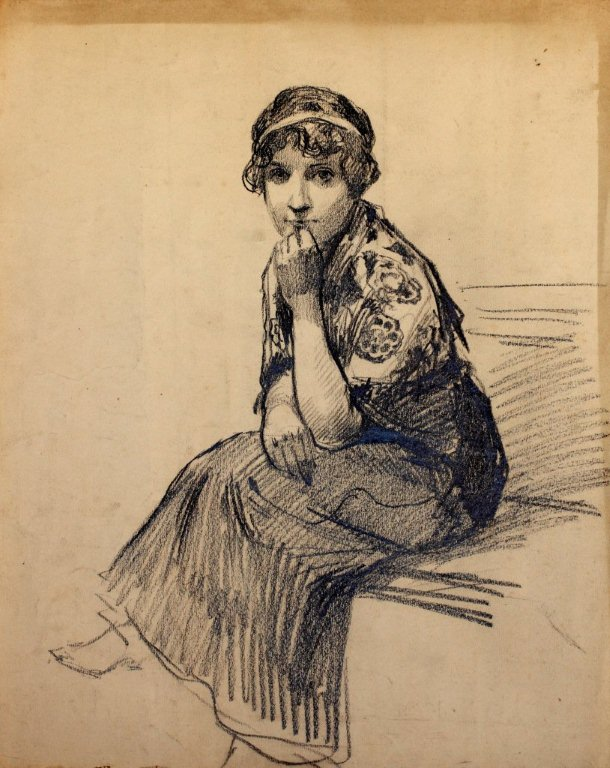
Nachdenkende II, Zeichnung, 33 × 48 cm
Akt, Zeichnung
Betende, Zeichnung